# Scarlett O'Hara

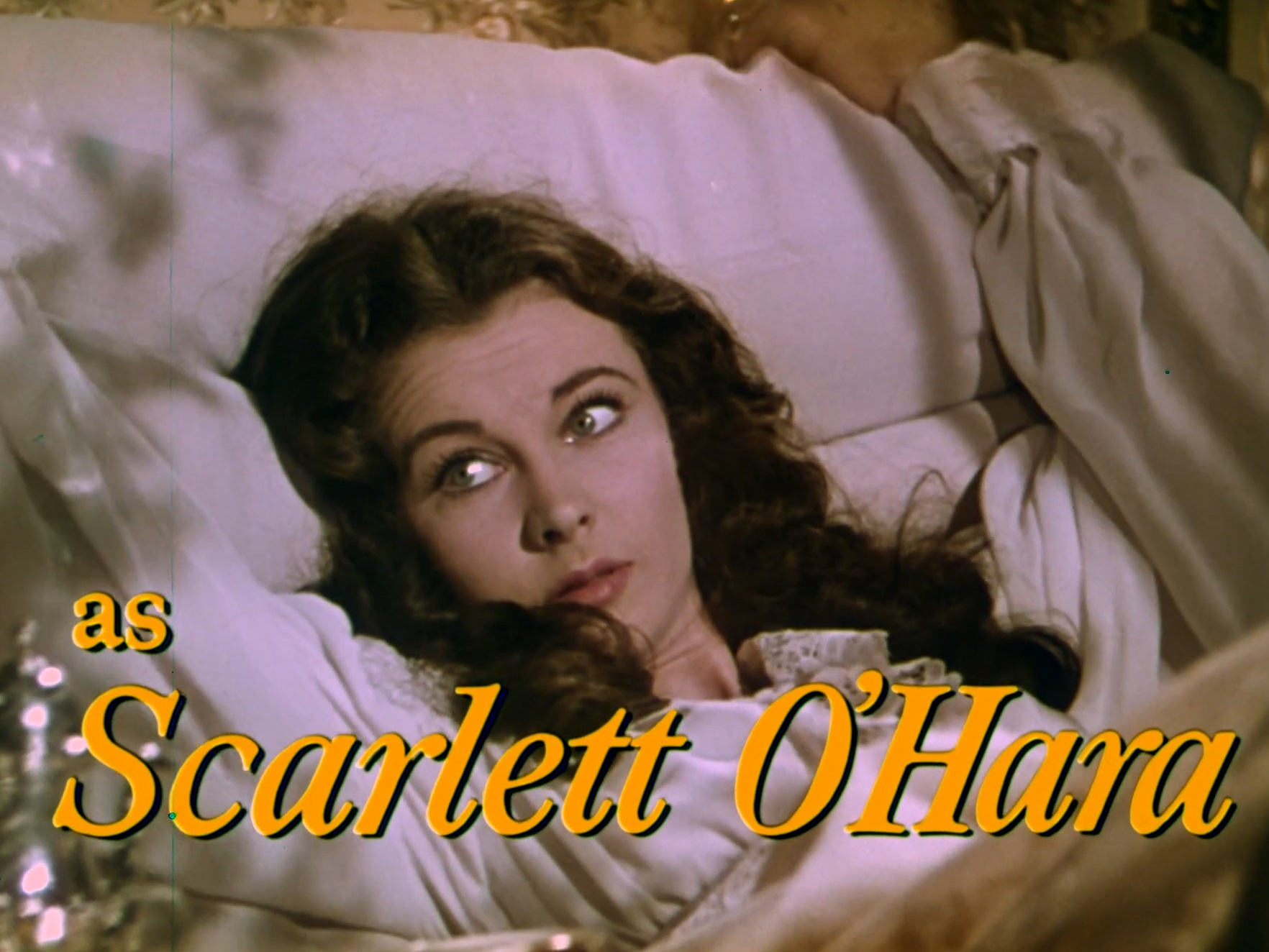
Vivien Leigh în rolul lui Scarlett O'Hara

Scarlett O'Hara (numele complet fiind Katie Scarlett O'Hara Hamilton Kennedy Butler) este protagonista romanului Pe aripile vântului, scris de Margaret Mitchell.
De asemenea, ea este interpretată de actrița britanică Vivien Leigh în ecranizarea romanului. 

Scarlett O'Hara este caracterizată ca fiind lipsită de scrupule, ambițioasă, încrezătoare în sine. De-a lungul paginilor Scarlett dă dovadă de o tărie de caracter și personalite unică, însușiri atât de nepotrivite pentru Epoca Victoriană.
Protagonista se află într-un continuu conflict interior, educația rigidă primită de la mama ei, Ellen O'Hara, fiică a vechii nobolimi franceze, spiritul onoarei și demnitatea morală cedând însă în fața trăsăturilor mai aspre moștenite de la tatăl acesteia, irlandezul Gerald O'Hara. 
Acțiunea se petrece în timpul Războiului American de Secesiune (1861–1865), suferințele și neajunsuirile provocate astfel fiind maniera prin care caracterul de excepție al eroinei este evidențiat; astfel încât complexitatea personajului este foarte bine conturată. 
Trăindu-și copilăria pe plantația de bumbac Tara, înconjurată de eleganță și răsfăț ea suferă, alături de generația ei, privind cum civilizația armonioasă, elegantă a plantatorilor de bumbac dispare pe aripile vântului.
Astfel, natura ei distinctă este motivul pentru care ea iese din mizeria războiului, călcându-și principiile odată legi de neîncălcat. 
Căsătorindu-se de trei ori, dansând văduvă fiind, declarându-și dragostea unui bărbat aproape căsătorit, dăruindu-se cu trup și suflet pentru bani, făcând afaceri cu lemn ca un bărbat și împușcând un soldat, Scarlett O'Hara șochează necontenit societatea scandalizată, călcându-și pe onoare de nenumărate ori, spunându-și după fiecare faptă frapantă "Mă voi gândi la asta mai târziu."